# Nabuyatom Cone
Nabuyatom Cone är en kon i Kenya.   Den ligger i länet Marsabit, i den centrala delen av landet, 400 km norr om huvudstaden Nairobi. Toppen på Nabuyatom Cone är 564 meter över havet, eller 185 meter över den omgivande terrängen. Bredden vid basen är 1,9 km.
Terrängen runt Nabuyatom Cone är platt åt nordväst, men åt sydost är den kuperad. Runt Nabuyatom Cone är det glesbefolkat, med 17 invånare per kvadratkilometer. Det finns inga samhällen i närheten. Trakten runt Nabuyatom Cone består i huvudsak av gräsmarker.